# بافيل أليكين
بافيل أليكين (بالروسية: Аликин, Павел Павлович)‏ (6 مارس 1984 ببيرم في روسيا - ) هو لاعب كرة قدم روسي في مركز الدفاع. لعب مع أمكار بيرم ونادي أوفا وسليوت بيلغورود ‏ وFC Chita ‏ وFC Dynamo Voronezh ‏ ونادي سكا خاباروفسك.

## وصلات خارجية
- بافيل أليكين على موقع قاعدة بيانات كرة القدم.إي يو (الإنجليزية)
- بافيل أليكين على موقع Soccerway.com (الإنجليزية)
- بافيل أليكين على موقع عالم كرة القدم.نت (الإنجليزية)